# Аренс, Вера Евгеньевна
Ве́ра Евге́ньевна А́ренс (в замужестве Гаккель; 28 сентября [10 октября] 1883, Черниговская губерния — 3 июня 1962, Ленинград) — русская поэтесса, переводчица.

## Биография
Родилась в семье морского офицера Евгения Ивановича Аренса (1856—1931, см. о нём:); родоначальник российской ветви Аренсов, немецкий медик, приехал в Россию при Екатерине.
Вера закончила Смольный институт (1900). Жила в Царском селе. В доме, где жили ещё две её сестры Зоя и Анна, а также брат Лев, в дальнейшем биолог и литератор, близкий к футуристам, бывали будущий композитор Владимир Дешевов, поэт Василий Комаровский, Николай Гумилёв, Николай Пунин.

## Творчество
Публиковалась в периодике с 1911 года, первые стихи и переводы напечатаны в детском журнале «Игрушечка». С 1913 года стихи и короткие рассказы публикуются в журналах «Вестник Европы», «Современник», «Аргус» и др. Была близка к акмеистам, ей посвящал стихи и надписывал книги Н. С. Гумилёв (в частности, ей посвящено стихотворение Сады души, 1907).
Переводила Бодлера, Гейне — её гейневские переводы в 1918 редактировал А. Блок, они с Аренс состояли в переписке. Переписывалась она и с М. Горьким. Принимала участие в антологиях финской и латышской поэзии, подготовленных В. Брюсовым. Переводила грузинских романтиков. Из её прозаических переводов известны басни Г. Э. Лессинга, в архивах сохранились переводы прозы Ф. Жамма.
Умерла в 1962 году. Похоронена на кладбище Памяти жертв 9-го января.

## Наследие
- Стихи в книге «Царское Село в поэзии». — П., 1922
- Архив Аренс хранится в РГАЛИ, ф. 1216, 8 ед.хр., 1908—1936.